# Fiskkråka
Fiskkråka (Corvus ossifragus) är en nordamerikansk fågel i familjen kråkfåglar.

## Utseende och läten
Fiskkråkan är en rätt liten (36–41 cm), glansigt helsvart kråka med relativt lång stjärt. Jämfört med amerikansk kråka är den mindre med mindre huvud och näbb samt längre vingar och stjärt. Även lätena skiljer sig, det vanligaste ett kort och nasalt "cah" eller "cah-ah".

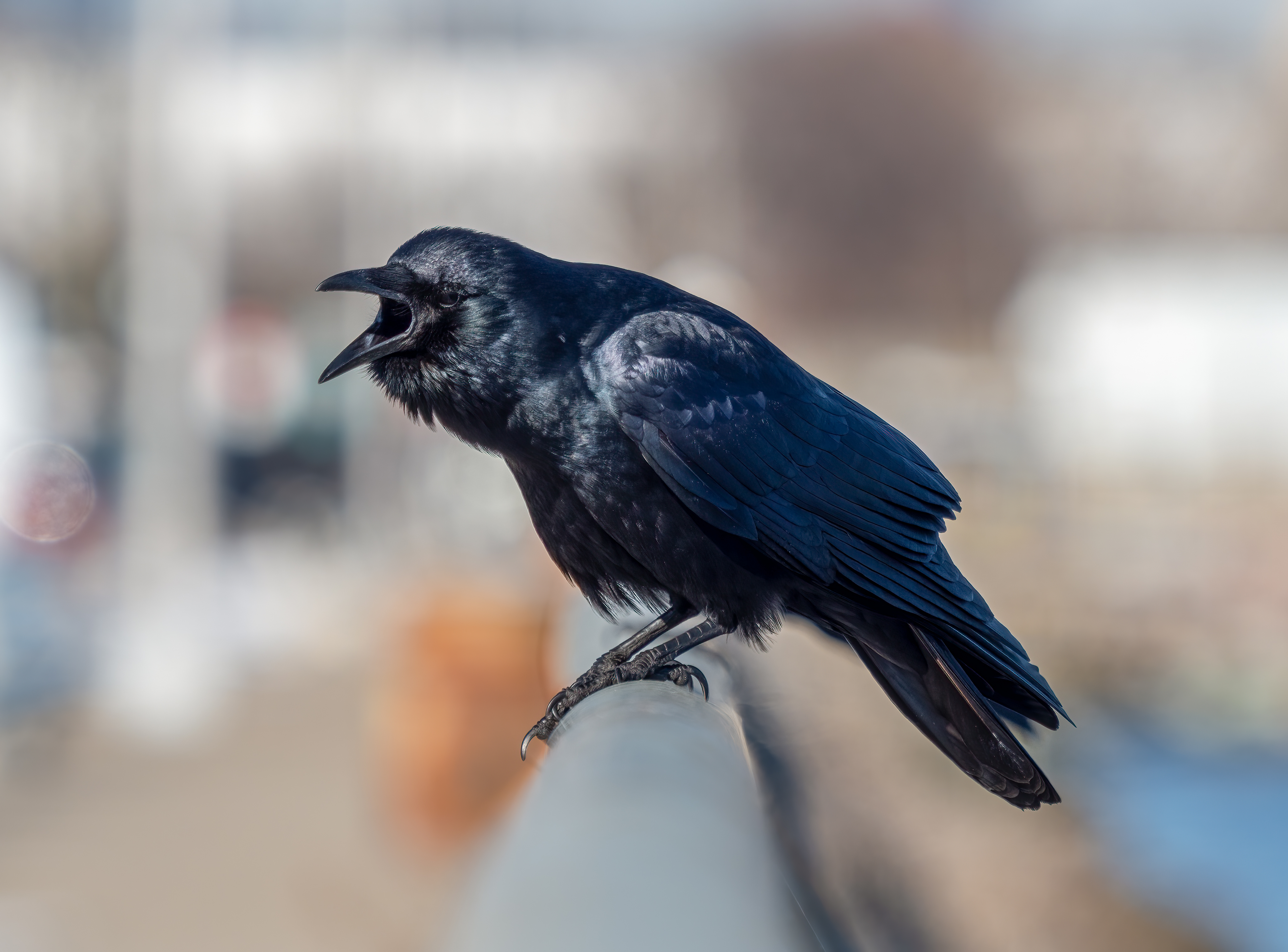

## Utbredning och systematik
Fiskkråkan förekommer i östra USA, från New England till södra Texas. Den behandlas som monotypisk, det vill säga att den inte delas in i några underarter. Genetiska studier visar att dess närmaste släktingar är de öst- respektive västmexikanska kråkarterna tamaulipaskråka (C. imparatus) och sinaloakråka (C. sinaloae).

## Status och hot
Arten har ett stort utbredningsområde och en stor population, och tros öka i antal. Utifrån dessa kriterier kategoriserar internationella naturvårdsunionen IUCN arten som livskraftig (LC).